# Perissandria subfusca
Perissandria subfusca är en fjärilsart som beskrevs av Yoshimoto 1995. Perissandria subfusca ingår i släktet Perissandria och familjen nattflyn. Inga underarter finns listade i Catalogue of Life.